# Xu Qinjun
Xu Qinjun (徐沁君; geb. 1911 in Jingjiang, Provinz Jiangsu; gest. 2001) war ein chinesischer Literaturwissenschaftler. Er war Professor und Dozent an der Universität Yangzhou. Im Jahr 1957 kam er an das North Jiangsu Teachers' College, um in der Abteilung für chinesische Sprache und Kultur zu unterrichten. Er war ein Experte für das Studium der traditionellen chinesischen Opern (戏曲 / 戲曲 / xìqǔ), Komponist und Direktor der Gesellschaft für die klassische chinesische Oper. Seine wohl bekannteste Veröffentlichung ist eine neue kritische Ausgabe der dreißig Texte von Yuan-Dramen (杂剧 / 雜劇 / zájù) mit dem Titel Yuankan zaju sanshizhong 元刊杂剧三十种, sie trägt den Titel Xinjiao Yuankan zaju sanshizhong 新校元刊杂剧三十种. Er war auch an der Zusammenstellung des Zhongguo quxue da cidian 中国曲学大辞典 (Wörterbuch der chinesischen Qu-Studien) beteiligt.

## Veröffentlichungen
- Xinjiao Yuankan zaju sanshizhong 新校元刊杂剧三十种 (Zhonghua shuju 中华书局 1980)(HYDZD-Bibliographie, Nr. 1604)
- Yuanbei dianpu jianbian元悲典谱简编
- Yuanqu si da jia mingju xuan 元曲四大家名剧选